# Blue Ridge (Teksas)
Blue Ridge – miasto w Stanach Zjednoczonych, w stanie Teksas, w hrabstwie Collin.